# 奧斯塔皮夫卡 (米爾哥羅德區)
50°13′53″N 33°40′19″E / 50.23139°N 33.67194°E
奧斯塔皮夫卡（烏克蘭語：Остапівка）是位於烏克蘭中部波爾塔瓦州米爾霍羅德區的村莊，距離梅列什基2公里，海拔高度112米，2001年人口889。